# Casa al Carrer de l'Església, 11 (Llampaies)
La casa al carrer de l'Església, 11 és un edifici de Camallera, al municipi de Saus, Camallera i Llampaies (Alt Empordà), inclòs a l'Inventari del Patrimoni Arquitectònic de Catalunya.
Situada dins del petit nucli urbà de la població de Llampaies, al bell mig del terme, al carrer de l'Església i adossada a can Gener. Edifici entre mitgeres de planta rectangular, format per una sola crugia, amb un petit recinte davanter i un pati posterior. Presenta la coberta de teula de dues vessants i està distribuït en planta baixa, pis i altell. La façana presenta un portal d'accés rectangular, amb llinda sostinguda per mènsules incurvades. Està decorada i gravada amb la data 1554. Al pis hi ha dues finestres rectangulars,emmarcades amb pedra, tot i que modificades. La construcció és bastida amb pedra i el parament està arrebossat.
Aquest edifici forma part del conjunt del carrer de l'Església, constituït per construccions que presenten un interès tipològic.